# Mina Nº 0
Mina Nº 0 è un album in studio della cantante italiana Mina, pubblicato il 12 novembre 1999 dalla PDU.

## Descrizione
Dopo gli album-tributo dedicati a Battisti, Jannacci e ai Beatles, Mina reinterpreta nove brani di Renato Zero. 
«Ne è uscito un disco certo monografico [...] ma che somiglia piuttosto a un'antologia per la varietà di atmosfere» forse dovuta alle canzoni scelte, come sempre, in totale libertà dalla Tigre e che vanno dallo Zero più provocatorio degli anni '70 a quello più "rassicurante" dell'ultimo periodo. L'album - dalla copertina molto sobria con la sagoma nera di Mina appena sporcata dal suo nome e dal titolo del disco - si apre con l'inedito Neri, che Mina esegue in coppia proprio con Zero, brano che «pare un proclama, ironico e giaculatorio, sulla scelta del nero: un costume, un gioco, una distinzione di nobiltà d'animo, chissà [...]. A cantare, insieme, cantano bene [...]. Più sublime e astratta la Mina, più teatrale e sentimentale lo Zero». 
Il cielo, prima cover del disco, «parte come la Salty Dog dei Procol Harum, poi diventa una ballata ambient» «drammatica, sussurrata, di gran lunga più avvincente della reinterpretazione di Luciano Pavarotti». I migliori anni della nostra vita «conserva la sua anima romantica ma si apre a una struttura più ariosa e leggera, perdendo in pathos», mentre Fermoposta «diventa un manifesto camp con le mille voci di Mina». Per Galeotto fu il canotto e Profumi, balocchi e maritozzi «Mina rispolvera lo stile birignao-balneare delle origini e crea un clima quasi cabarettiristico». «Interessante dal punto di vista musicale e vocale la popolarissima Mi vendo [...] che diventa con la regia dell'arrangiatore Massimiliano Pani un funky-salsa-jazz interpretato con toni bassissimi, come se Mina si volesse mascolinizzare per entrare nei panni del protagonista en travesti». Amico «è languidissima e delicata, strapazza qualsiasi cuore sensibile quando Mina intona "Io e te lo stesso pensiero, io e te il tuo e il mio respiro". Un canto-amplesso, il capolavoro del disco, la cosa migliore incisa dai tempi di Napoli». Infine, la «bellissima Cercami, che conserva il suo fascino solitario e disperato», e Ha tanti cieli la luna, che «concludendo il viaggio, inanella delirio gotico e spleen leopardiano [. In essa] Mina si fa elegiaca e perversa, trasognata e caustica nel ritrarre una luna da feuilleton, amica di lupi mannari, pescatori, malavitosi e jazzisti, ispiratrice e simbolo di sogni e ribalderie».
«Questo non è il confronto tra il mito di Mina e altre assenze leggendarie, vicine e lontare (i Beatles senza Lennon, Battisti-Mogol senza Lucio), quindi un gioco di specchi che mira a rassicurare e stupire; è invece sedersi in cucina davanti a un barattolo di nutella, ridere e sporcarsi le mani. Sporcare le pagine scritte con parole nuove (in Profumi, balocchi e maritozzi). Essere complici assoluti».

## Tracce
1. Neri (feat. Renato Zero) – 5:18 (testo: Renato Zero – musica: Giulia Fasolino)
2. Il cielo – 4:42 (Renato Zero)
3. I migliori anni della nostra vita – 5:21 (testo: Guido Morra – musica: Maurizio Fabrizio)
4. Fermoposta – 3:42 (testo: Renato Zero – musica: Renato Zero, Piero Pintucci)
5. Galeotto fu il canotto – 4:24 (testo: Renato Zero – musica: Renato Zero, Roberto Conrado)
6. Mi vendo – 4:55 (testo: Renato Zero – musica: Renato Zero, Caviri)
7. Amico – 3:58 (testo: Renato Zero, Franca Evangelisti – musica: Dario Baldan Bembo)
8. Cercami – 5:23 (testo: Renato Zero – musica: Renato Zero, Gianluca Podio)
9. Profumi, balocchi e maritozzi (feat. Renato Zero) – 3:54 (testo: Renato Zero – musica: Renato Zero, Piero Pintucci)
10. Ha tanti cieli la luna – 4:34 (testo: Renato Zero – musica: Renato Zero, Roberto Conrado)

## Curiosità

Mina e Renato Zero

La prima traccia Neri è cantata in coppia con Renato Zero, che appare anche in Profumi, balocchi e maritozzi.
La grafica di copertina riprende l'imballaggio del famoso profumo Chanel n°5.
Nel n. 46 del settimanale Sorrisi e Canzoni TV del 1999, Renato Zero, entusiasta dell'omaggio di Mina alla sua musica, ha scritto una lettera per lei: «Cara Mina, meraviglia. Incredulità. Ipereccitazione. Sconquasso. Rigonfiamento delle coronarie. Non so descrivere il tipo di sensazione che provo ascoltandoti mentre, con disarmante naturalezza, ti vai impadronendo del mio pentagramma-pensiero e di quelle storie che credevo sarebbero rimaste esclusiva prerogativa del mio essere. Ma tu e io sappiamo di possedere il "NERO", colore-incolore. Un segno distintivo che ci rende simili per scelta molecolare ed epidermica. Un ingrediente indispensabile per sopportare noi stessi. Il nostro carattere bizzarro. La nostra insospettata fragilità. Ci siamo, perciò, piaciuti e riconosciuti subito. Prima madre, poi amica. Prima donna e poi complice. E adesso, prima di sostituire il pannolino, mi faccio coraggio e mi preparo ad affrontare "l'esame". Grazie per aver raccolto questa mia disordinata energia in dieci splendidi e significativi momenti. Per aver ridato smalto al mio tempo. Ma, soprattutto, per essere quella che sei. Così distante dall'effimero. Così vicina al senso vero dei rapporti umani e professionali. Dieci canzoni per ritrovarti. Per ritrovarmi. Una fortuna che molti ci invidieranno. "Così restiamo 'neri', ma sì! Per non mischiarci, se mai. Più nero c'è"... e più siamo... noi! Il tuo compagno di banco, Renato Zero».

## Classifiche

### Classifiche settimanali
| Classifica (1999) | Posizione massima |
| ----------------- | ----------------- |
| Europa            | 36                |
| Italia            | 2                 |

### Classifiche di fine anno
| Classifica (1999) | Posizione |
| ----------------- | --------- |
| Italia            | 22        |

## Formazione
- Mina - voce
- Danilo Rea - pianoforte, organo Hammond
- Nicolò Fragile - tastiera, pianoforte (traccia 6), chitarra (traccia 10)
- Alfredo Golino - batteria
- Daniele Di Gregorio - percussioni
- Charlie Cinelli - basso
- Gogo Ghidelli - chitarra
- Massimo Moriconi - contrabbasso
- Emilio Soana - tromba
- Mauro Parodi - trombone
- Gabriele Comeglio - sax alto, sassofono tenore, sassofono baritono
- Alberto Borsari - armonica
- Emanuela Cortesi, Giulia Fasolino, Massimiliano Pani, Silvio Pozzoli - cori